# HMS Unseen (P51)
Pour les autres navires du même nom, voir HMS Unseen.
Le HMS Unseen (Pennant number: P51) est un sous-marin de la classe Umpire ou Classe U  de la Royal Navy. Il a été construit en 1941 par Vickers-Armstrongs à Barrow-in-Furness (Angleterre).

## Conception et description
Le Unseen fait partie du troisième groupe de sous-marins de classe U qui a été légèrement élargi et amélioré par rapport au deuxième groupe précédent de la classe U. Les sous-marins avaient une longueur totale de 60 mètres et déplaçaient 549 t en surface et 742 t en immersion. Les sous-marins de la classe U avaient un équipage de 31 officiers et matelots.
Le Unseen était propulsé en surface par deux moteurs diesel Davey-Paxman fournissant un total de 615 chevaux-vapeur (459 kW) et, lorsqu'il était immergé, par deux moteurs électriques General Electric d'une puissance totale de 825 chevaux-vapeur (615 kW) par l'intermédiaire de deux arbres d'hélice. La vitesse maximale était de 14,25 nœuds (26,39 km/h) en surface et de 9 nœuds (17 km/h) sous l'eau.
Le Unseen était armé de quatre tubes lance-torpilles de 21 pouces (533 mm) à l'avant et transportait également quatre recharges pour un grand total de huit torpilles. Le sous-marin était également équipé d'un canon de pont de 3 pouces (76 mm).

## Carrière
Le HMS Unseen a été commandé le 23 août 1940 à Vickers-Armstrong à Barrow-in-Furness dans le cadre du programme de construction navale de 1940. Sa quille a été posée le 30 juillet 1941, lancé le 16 avril  1942 et mis en service le 2 juillet 1942
Le Unseen a passé la plus grande partie de sa carrière de guerre en Méditerranée, où il a coulé les navires marchands italiens Zenobia Martini, Le Tre Marie et Rastello (l'ancien Messaryas Nomikos grec), l'auxiliaire naval italien Sportivo, le chasseur sous-marin auxiliaire allemand UJ-2205 (anciennement le  français Le Jacques Cœur), le voilier italien Fabiola, le poseur de mines allemand Brandenburg (anciennement le français Kita), le navire de direction de chasse de nuit allemand Kreta (anciennement le français Ile de Beauté) et la barge allemande F 541. Le Unseen a aussi détruit l'épave du navire marchand allemand Macedonia et une barge de sauvetage.
Le Unseen a également lancé des attaques infructueuses contre le marchand italien Saluzzo (l'ancien français Tamara), et ce qui est identifié comme un croiseur italien de classe Capitani Romani.
Le Unseen a survécu à la guerre et a été mis au rebut à Hayle en septembre 1949

## Commandant
- Lieutenant (Lt.) Michael Lindsay Coulton Crawford (RN) de juin 1942 au 20 mars 1944
- Lieutenant (Lt.) Richard Thomas Sallis (RN) du 20 mars 1944 au 16 avril 1944
- Lieutenant (Lt.) Terence Douglas Wood (RNVR) du 16 avril 1944 au 15 avril 1945
- Lieutenant (Lt.) John Arthur Cross (RNVR) du 15 avril 1945 au 15 septembre 1945
- T/A/Lieutenant (T/A/Lt.) Ian Macfarlane Stoop (RN) du 15 septembre 1945 au 1er novembre 1945

RN: Royal Navy - RNVR: Royal Naval Volunteer Reserve